# Thomas Helmer
Pour les articles homonymes, voir Helmer.
Thomas Helmer est un footballeur allemand né le 21 avril 1965 à Herford en Rhénanie-du-Nord-Westphalie, et qui évoluait au poste de défenseur.

## Biographie

### En club
En 1994, en jouant avec le Bayern Munich contre Nuremberg, Thomas Helmer inscrit un but fantôme en inscrivant le but de la victoire accordé par l'arbitre gêné par un cafouillage alors que le ballon passait à côté du poteau droit. Le match ayant été rejoué, le Bayern remporte largement le match sur le score de (5-0). Ce fut le premier but fantôme de l'histoire de la Bundesliga avant celui de Stefan Kießling , joueur du Bayer Leverkusen  à Hoffenheim après la victoire de Leverkusen face à 1899 Hoffenheim (2-1). Après plusieurs semaines de décisions, la fédération allemande refuse de faire rejouer le match.

## Carrière
- 1984-1985 :  Arminia Bielefeld
- 1986-1992 :  Borussia Dortmund
- 1992-1999 :  Bayern Munich
- 1999-2000 :  Hertha BSC Berlin
- 1999-2001 :  Sunderland[1]

## Palmarès

### En équipe nationale
- Vainqueur du Championnat d'Europe 1996
- Finaliste du Championnat d'Europe 1992

### En club
Borussia Dortmund
- Vainqueur de la Coupe d'Allemagne en 1989

 Bayern Munich
- Finaliste de la Ligue des Champions en 1999
- Vainqueur de la Coupe de l'UEFA en 1996
- Champion d'Allemagne en 1994, 1997 et 1999
- Vainqueur de la Coupe d'Allemagne en 1998
- Finaliste de la Coupe d'Allemagne en 1999
- Vainqueur de la Coupe de la ligue d'Allemagne en 1997, 1998, 1999